# Franciszek Słomkowski
Franciszek Słomkowski (ur. 1849, zm. 14 grudnia 1924 we Lwowie) – polski dyrygent, skrzypek i pedagog.

## Życiorys
Pochodził z Galicji. Studiował u Karola Mikulego w konserwatorium Galicyjskiego Towarzystwa Muzycznego we Lwowie, a później w Lipsku i Wiedniu. W 1870 roku objął posadę skrzypka, a następnie koncertmistrza we lwowskim Teatrze Miejskim. Od 1872 roku uczył gry na fortepianie oraz harmonii i kontrapunktu w konserwatorium lwowskim, pracował też w szkole dramatycznej przy teatrze lwowskim. Występował jako skrzypek i altowiolista.
Przez ponad 40 lat prowadził zespół operetkowy w teatrze lwowskim, przygotowując wiele premier dzieł z repertuaru światowego, m.in. Jacques’a Offenbacha, Johanna Straussa, Franza Lehára, Franza von Suppégo, Charles’a Lecocqa i Imre Kálmána. Dyrygował również przedstawieniami operowymi. Gościnnie występował w Krakowie i Warszawie. Zasiadał w jury konkursów chóralnych. Komponował muzykę do sztuk teatralnych, m.in. Cyrano de Bergerac Edmonda Rostanda i Fausta Johanna Wolfganga von Goethego.
Został pochowany na Cmentarzu Łyczkowskim we Lwowie. Opracował Podręcznik do nauki harmonii, który pozostał w rękopisie.